# Papilio leucotaenia
Papilio leucotaenia là một loài bướm thuộc họ Papilionidae. Loài này có ở Burundi, Rwanda, and Uganda.